# 베스테르플라테 전투
베스테르플라테 전투(폴란드어: Oblężenie Westerplatte, 영어: Battle of Westerplatte)는 폴란드 침공 당시에 이루어진 전투로 제2차 세계 대전 최초 전투다. 이 전투는 1939년 9월 1일 나치 독일 해군과 육군 병사가 단치히 자유시 부두인 베스테르플라테 반도의 폴란드군 보급품 창고(폴란드어: Wojskowa Składnica Tranzytowa, WST)를 공격하면서 시작되었다. 이 창고는 약 200명 미만 군인이 경계하고 있었지만 7일 동안 급강하폭격기 폭격과 같은 대포격을 방어했다.
이 전투에서 폴란드군은 압도적인 열세 속에서도 폴란드군인 15명~20명 가량 사망한 데 비해 독일군은 200명이 사망하는 등 높은 교전비를 이루었다. 여기에 베스테르플라테에서 독일군을 7일 동안 막았으며 그 이후에도 헬 전투가 끝난 10월 2일까지 폴란드 회랑 지역 저항이 이어졌다. 베스테르플라테 방어전은 성공적으로 독일군의 공세가 진행된 지역의 폴란드 육군에게 감흥을 주었고, 오늘날까지 폴란드 침공에서 저항의 상징으로 남아 있다. 이 지구는 폴란드의 역사기념물 중 하나로 2003년 9월 1일 폴란드 국립문화유산위원회가 문화유산으로 지정했다.

## 배경
국제 연맹 고등판무관은 단치히의 베스테르플라테에 폴란드군 82명을 주둔할 수 있게 허가했고, 이 폴란드군은 1921년 단치히 자유시 상원의 동의 하에 설치한 해군 탄약 저장소를 지키고 있었다. 1933년 3월 6일에는 폴란드가 비밀리에 주둔군에 120명의 추가 군대를 파견하려고 했으나 이 비밀작업이 드러나 스캔들로 번저 폴란드는 추가로 파견하고자 했던 계획을 취소했다.:315–316
폴란드군 보급품 창고는 본토와는 얇은 돌제부두로만 연결된 단치히 자유시 신항구의 항만 해협에 위치해 있었다. 베스테르플라테에서 폴란드군이 주둔한 지역은 벽돌벽으로 단치히 영토와 구분되어 있었다. 베스테르플라테에 건설된 방어시설이 별로 없다는 사실은 그렇게 문제시되진 않았다. 실제 벙커나 지하 터널이 없었으며 반도 숲에 숨겨 위장된 5개의 소규모 콘크리트 전초기지와 방어전을 위한 대형 병영, 요새화 지원을 위한 참호와 바리케이드 네트워크가 있었다. 또한 베스테르플라테의 건물 일부는 콘크리트로 보강했는데, 이 건물들이 7일동안 방어전을 펼칠 수 있도록 도움을 주었다.:54

## 전조

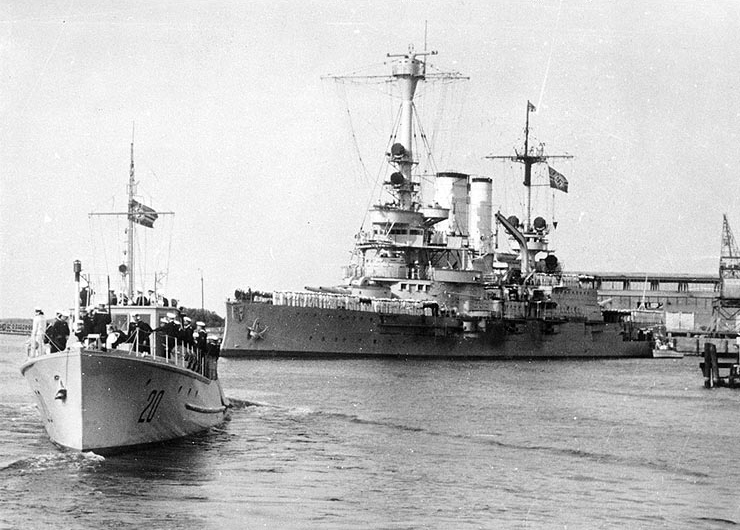
베스테르플라테 앞 항구에 정박한 SMS 슐레스비히-홀슈타인

8월 말, 폴란드는 주둔군을 82명에서 210명으로 늘리고, 3인치 야포와 1.5인치 대전차포 2개, 박격포 4개, 기관총 여러대를 두는 등 군사력을 늘렸다. 또한, 소초 (Placówka) 7곳을 세우고 막사와 NCO 빌라 지하에 있는 콘크리트 대피소를 보강했다.:11–12
1939년 8월 말에는 독일의 전드레트노트급 전함 SMS 슐레스비히-홀슈타인이 친선 방문을 이유로 단치히에 도착하여 베스테르플라테에서 150m 정도 떨어진 해협에 정박했다. 선박 갑판에는 8월 26일에 베스테르플라테 공격을 시작하기 위한 충격군(Stoßtruppen) 중대가 대기하고 있었다. 그러나, 하선 직전에 공격이 취소되었다는 연락을 받았다. 8월 25일 영국-폴란드 군사 동맹이 맺어지고 이탈리아가 강철 조약의 준수를 미루겠다고 말하자 아돌프 히틀러가 적대 행위 시작을 연기하기로 한 결과였다.
독일군은 프리드리히게오르그 에버하르트 장군이 이끄는 1,500명의 SS 향토방위군(SS-Heimwehr)과 중위 빌헬름 헤닝센이 이끄는 해병대 225명이 창고를 공격했다. 총지휘관은 SMS 슐레스비히-홀슈타인에 타 있던 제독 구스타프 클라이캄프가 맡았다. 그는 8월 26일 상류 지역 멀리로 배를 옮겼다. 폴란드군 장군 헨리크 수하르스키는 주둔군에게 경보를 발령했다.:12

## 전투
1939년 9월 1일 현지 시간 4시 48분, 전함 슐레스비히-홀슈타인이 폴란드 주둔군 182명과 예비군 27명이 머무르는 병영을 향해 일제포격을 시작하면서 폴란드 침공과 함께 제2차 세계 대전이 시작되었다. 수하르스키 장군은 급하게 헬 반도로 "SOS. 지금 포격을 받고 있다"라는 전신을 보냈다.:12 경계벽에 포탄이 맞아 구멍이 생기고 남동부 지역의 기름창고에는 불이 붙어 폭발했다. 8분 후, 슐례스비히-홀슈타인 전함에서 중위 빌헬름 헤닝센이 이끄는 해병대가 급습하고 독일 국방군의 공병 3개 소대가 공세를 펼치면서 폴란드 본토와 이어진 철교를 폭파시켰다. 이런 상황에 독일군은 기습을 받아 놀란 폴란드군을 쉽게 이길 것이라고 예상했다. 폴란드군 하사 보이시에흐 나이사레크가 기관총에 맞아 사망하면서 제2차 세계 대전과 베스테르플라테 전투의 최초 사망자가 되었다. 그러나, 포격으로 파괴된 벽돌 벽을 넘은 후에는 독일군이 갑작스런 매복 공격을 당했다. 독일군은 얽히섥힌 유자철선으로 인해 재빠른 기동을 하지 못하면서 은폐한 폴란드군의 일제사격 살상지대에 걸려들게 되었다(일부는 나무에 숨은 저격수도 있었다고 했지만, 실제로는 없었다). 폴란드군은 보안경찰의 기관총좌를 제압했고, 폴란드군 중위 레온 파예크가 전진하는 독일군에게 강력한 곡사포 포격을 하면서 독일군의 공격을 막아냈다. 항구 건너편 창고 위에 있던 7.62mm 기관총 1개가 배치된 기관총좌도 제압했으나, 독일군 전함이 28번의 포격을 하면서 완전히 파괴되었다.:12
"독일군을 포화 속으로 끌어들이자는 전초기지 지휘관의 전술 덕택으로 독일군이 사격 범위 내로 들어오면서 많은 손실을 입히게 했다. 돌출부의 정찰병이 정확하게 좌표를 말하면서 폴란드군이 박격포 포격을 하며 손실을 더 높였다. 1989년 봄~여름에 비밀리에 만들어진 이 방어벽 시스템은 독일군이 한때는 유명한 스파였던 베스테르플라테 공원 근처 진군을 어렵게 만들었다."

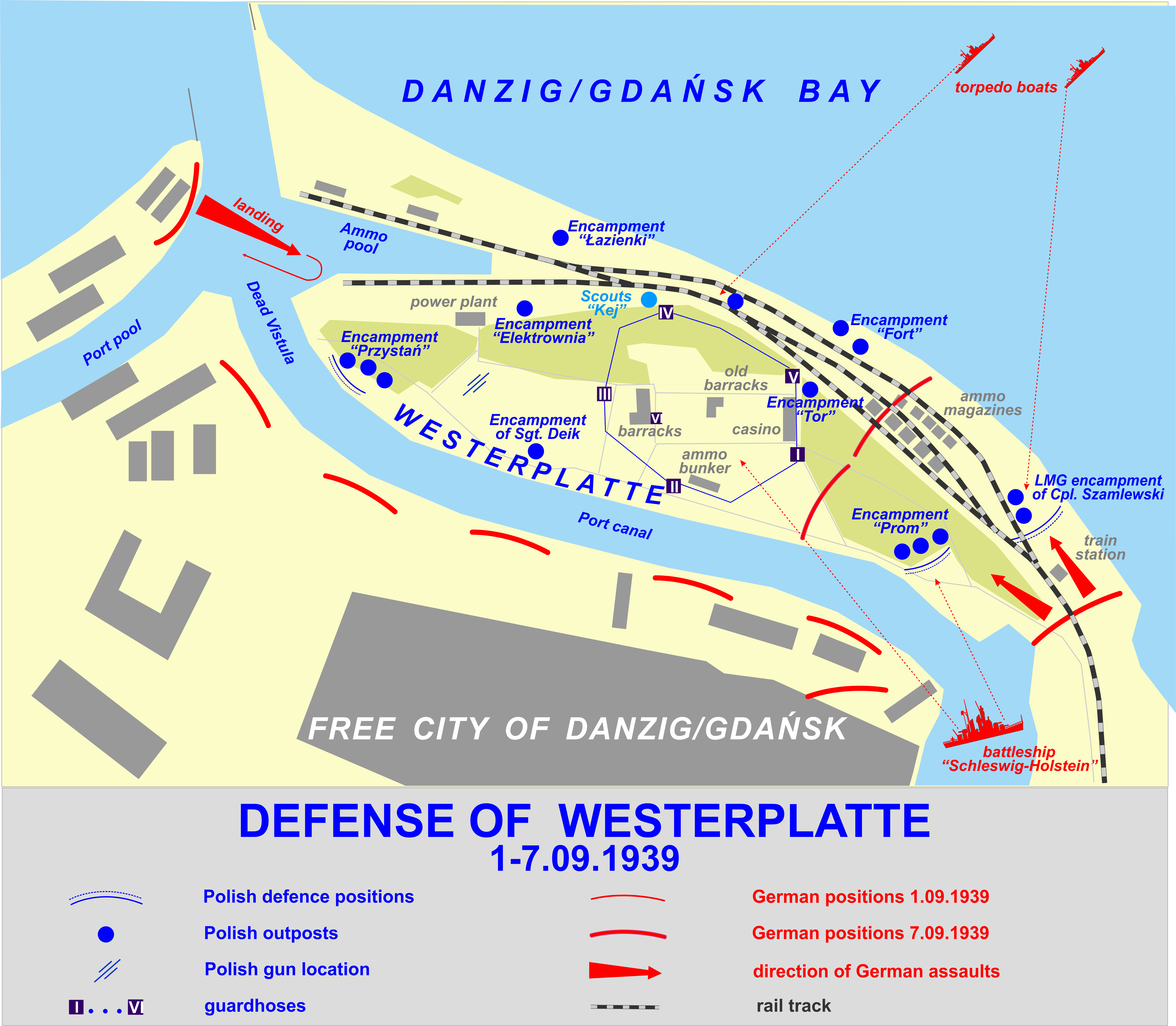
베스테르플라테 전투 지도. 빨강색은 독일군의 공격도/방어선이며, 남청색은 폴란드군의 방어선 / 방어지점이다.

6시 22분, 해병대는 큰 손실을 입고 후퇴한다고 배에게 통신을 보냈고, 단치히 경찰은 베스테르플라테 반대편 항구를 장악하러 시도했지만 실패했다. 이때까지의 사상자는 독일군 50명, 폴란드군 8명이었다. 독일군은 8시 55분 다시 전진을 시도했지만 지뢰, 쓰러진 나무, 철조망, 강력한 포화 등을 만나 격전을 벌였다. 정오에 SS 군인이 탈영했으며, 헤닝센은 치명적인 부상을 입었다. 초기 공격이 실패한 이후 아침에 다시 시작한 두 번째 공격(280mm 포탄 90발, 170mm 포탄 407발, 88mm 포탄 366발의 포격이 이루어진 이후)은 독일군이 예기치 않게 큰 손실을 입으면서 격퇴당했다. 하지만 결국 폴란드군은 바우 지역(Wał)과 전초 기지의 프롬으로 후퇴했으며, 반도 중앙의 새로운 병영 주변에 방어 기지를 건설했다. 전투 첫날 이후, 폴란드군은 1명이 사망하고 7명이 부상을 입었다(독일군이 포로로 잡고 병원으로 후송된 2명을 포함하여 3명이 나중에 사망했다). 한편, 독일 해군 보병은 16명이 사망하고 120명이 부상을 입어 전체 225명 중 대부분이 부상을 입었다. 독일군의 손실은 만약 폴란드 사령관 헨리크 수하르스키가 탄약을 절약하기 위해 박격포 사격을 중지시키고 일제사격 후 포격하라는 명령을 하지 않았더라면 더 늘어났을 것이다(이 때문에 다음 날 박격포가 파괴되었을 때 박격포탄 860개 중 104개만 쓰이고 나머지는 무용지물이 되고 말았다).

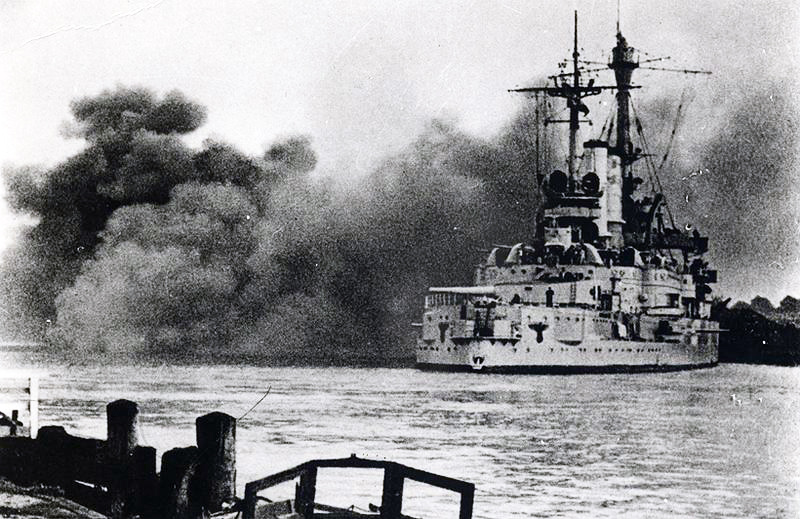
전함 슐레스비히-홀슈타인이 베스테르플라테를 포격하는 모습.

다음 날, 반도에 210mm 곡사포를 포함한 독일 해군의 중포병이 포격을 시작하면서 제1차 세계 대전 식의 전투 스타일로 바뀌었다. 에버하르트는 사령관 페도르 폰 보크에게 지상 공격이 불가능하다고 설득했다. 9월 2일 융커스 Ju-87 스튜카 급강하폭격기 60기가 폴란드 박격포에 대해 2번의 공습을 펼치면서 포대 5개가 500kg 포탄에 명중하여 파괴되었고 적어도 폴란드군 8명 이상이 사망했다. 또한, 이 공습으로 인한 연기가 베스테르플라테 전 영역에 뒤덮이게 되었고, 유일한 라디오 방송국과 식량 보급 기지를 파괴했다. 독일 관측병들은 이러한 폭격에서 아무도 살 수 없을 것이라고 생각했다.
9월 3일부터 4일까지 밤동안 펼친 독일군의 공세가 격퇴되었다. 9월 4일, 독일 어뢰정 T-196(G196의 이름이 바뀜)이 해변에서 기습공격을 했다. 폴란드군은 바우 지역은 포기했고, 오직 항구 지역만 북쪽에서 오는 공격을 막을 수 있었다.
9월 5일, 수하르스키가 전투피로증에 걸리면서 베스테르플라테에서 항복을 촉구하는 위원회를 열었다. 하지만, 항복에 반대했던 그의 부지휘관인 프란치셰크 동브로프스키가 명령권을 이어받았고 항복은 무산되었다.
독일 해군 보병, 단치히 SS, 경찰, 국방군으로 이루어진 몇번의 신중한 공격이 다시 폴란드군에 의해 격퇴되었다. 9월 6일 03시, 독일군은 불타는 열차를 다리를 통해 보냈지만, 겁먹은 기관사가 불붙은 열차를 너무 일찍 분리시키는 바람에 기름탱크에 도달시켜서 엄폐역할을 해주는 숲을 태워버리려던 계획은 실패했다. 오히려 불타는 기차는 완벽한 방어선이 되었고 독일군은 큰 손실을 입었다. 오후에 행해진 두 번째 기차 공격 역시 실패했다.
한편, 폴스키에 라디오는 지속적으로 "베스트플라테 지역은 여전히 전투중"이라는 메시지를 방송했다. 2차 전쟁협의회가 열렸고 장군은 항복하기로 정했다. 이때쯤 되면 독일군은 바르샤바 외곽까지 진출했고 부상자들 가운데서는 괴저가 나타나기 시작했다. 9월 7일 0430시 독일군은 강한 포격을 시작했고 이는 0700시까지 계속되었다. 화염방사기는 위병소 2개를 파괴했고 1~4개를 손상시켰다. 포위된 수비대는 충분한 물과 의약품이 부족했다. WST의 의무관인 미에치스와프 스와비(Mieczysław Słaby)는 부상병에 대한 기본적인 치료를 할 수 없었다.
9시 45분에는 백기가 나타났다. 폴란드의 수비는 많은 독일군을 감동시켜서 독일군 사령관인 프리드리히게오르그 에버하르트는 수하르스키가 사블라(szabla, 폴란드 사브르)를 착용하고 항복할 수 있게 했다(나중에는 이 군도를 압수했다). 동시에 폴란드 통신병 카지미에슈 라신스키(Kazimierz Rasiński)는 항복한 이후 독일군이 살해했다. 그는 잔인한 심문까지 받았는데도 독일군에게 라디오 코드를 넘겨주는 것을 거부하다가 끝내 살해당했다.

## 여파

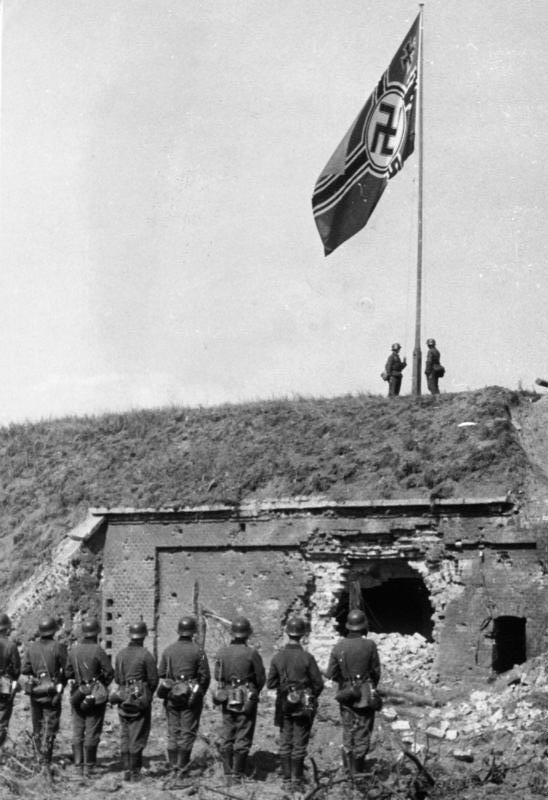
베스테르플라테에 계양된 나치 독일 깃발.

독일군의 사상자는 정확히는 알 수 없지만, 대략 200~300명 정도가 사상했다고 추측하고 있다. 이들 중 일부는 실제로 처음 목표에 너무 가까이 정박한 전함에서 발포한 아군 사격으로 인한 사상자로 포함되어 있는 것으로 추측된다. 폴란드군의 사상자는 이에 비해 매우 낮아서 15~20명이 사망하고 53명이 부상을 입었다. 1940년에 발견된, 탈영을 시도하다가 붙잡혀 동료들에 의해 처형된 듯한 신원미상의 폴란드인 시신 5구가 매장된 곳에 대한 논란이 있다. 전쟁 포로 중 8명은 고문을 당하다 살아남지 못한 것으로 알려져 있다.
또한, 폴란드 사령관 헨리크 수하르스키와 부사령관이자 제독인 프란치셰크 동브로프스키에 대한 논란이 있다. 전후까지 살아남아 1946년에 사망한 수하르스키는 소령으로 진급하고 폴란드에서 가장 높은 훈장인 비르투티 밀리타리 훈장을 받은 것에 대해, 1990년대에 발견한 전투에서 자신의 역할에 대한 알 수 없는 판단으로 최근 매우 논쟁의 대상이 되었다(동브로프스키의 사망 이후 다른 폴란드 장교들은 이름뿐인 지휘관이 전투 기간 대부분 동안 셸 쇼크 상태였다는 것을 그들의 명예를 위해 숨기기로 맹세했다고 진술했다). 베스테르플라테는 이후 박사 야누쉬 마르샬레츠(Janusz Marszalec)은 폴란드 국립 추모 연구소에서 다음과 같이 요약했다.
"베스테르플라테 방어전의 지휘관 헨리크 수하르스키와 프란치셰크 동브로프스키에 대한 의문 (또는 분쟁)이 있다. 흥미롭게도, 이 논란은 학술적인 논쟁이 일어나지 않기 때문에 역사학자들은 이 논쟁에 끼어들지 않는다. 보통 인터넷에서 벌어지는 이 논쟁은 다양한 미확인 출처 및 점진적이고 일정한 분위기 속에서 열정적인 중심지가 되가고 있다. 그들은 매우 열정적이고 감정적인 상태에 빠져서 이성적인 생각을 하지 못한다. 이 분쟁은 인터넷의 좁은 문에서, 베스테르플라테 방어전에 관한 새로운 "진리"를 알려주겠다는 것을 목표로 한다는 영화 스크립트를 통해 공식적으로 매스 미디어로 펼쳐지게 되었다. 이 프로젝트에 대한 상세한 분석 없이, 1939년 9월 베스테르플라테 방어전에 관한 역사에 대한 지식을 확인했을 때, 공통점이 없음을 강조할 수 있다 ... 분쟁에 관계 없이, 헨리크 수하르스키와 WST의 200명 병사는 그들이 마지막 총알로 방어하기를 원하든지 아닌지 여부에 상관없이, 또는 1939년 9월 1일 슐레스비히-홀슈타인의 포격 12시간 이후 이미 무기를 내려놓았는지 아닌지 고려 여부 없이 기억 속에 남아 있었다."

## 전투 서열

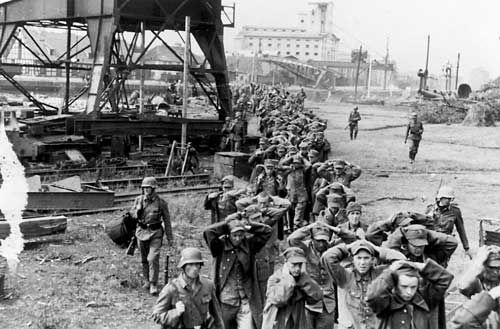
1939년 9월 7일, 단치히 베스테르플라테 반도에서 항복한 이후 포로가 된 폴란드군.

### 독일군
크릭스마리네 선박
- 전드레트노트급 전함 SMS 슐레스비히-홀슈타인
- 어뢰정 T-196, T-963

에버하르트 군
- 3. Marine-Stoßtrupp-Kompanie(엘리트 해군 보병 중대, 이후 Marine-Artillerie-Abteilung 531로 개명) 및 데사우로슬라우 지역 공병 소대
- 곡사포 독립대대(Haubitzen-Abt.)
- 단치히 해안 보호 경찰(단치히 경찰의 해안경비대) 및 질서경찰의 주 경찰 연대
- SS Wachsturmbann Eimann(이 때 이미 제3SS기갑사단 토텐코프가 이미 편성)을 포함한 SS 하임리히 단치히 지역 SS 민병
- 기타 군

루프트바페
- II & III Gruppe StG 2 Immelmann (Sturzkampfgeschwader 2)
- 4.(St)/TrGr 186

총 합쳐서, 베스테르플라테 전투 동안 대략 40~60기의 융커스 Ju 87 수튜카 폭격기와 기타 하인켈 He 51, 융커스 Ju 52 폭격기 7기가 이 전투에 참여했다.
독일 지상군은 ADGZ 중장갑차 수대, 2 cm Flak 30 대공포, 3.7 cm PaK 36 대전차포, 10.5 cm leFH 18 경곡사포, 21 cm Mörser 18 중곡사포 등 포 65문, 기관총 100문 이상, 박격포 수십개, 플라멘베르퍼 35 화염방사기 수십 개를 가지고 있었다.

### 폴란드군
1939년 8월, 베스테르플라테의 수비대는 전쟁 직전 징집된 군인 182명과 예비군 민간인 27명, 총 209명으로 구성되어 있었다.
폴란드군 보급품 창고는 76 mm divisional gun M1902 야포 1문, Bofors 37 mm 대전차포 2문, Brandt Mle 27/31 중박격포 4문으로 무장되어 있었다. 수비군들은 불균형하게 무장되어 있었는데, 가장 무장이 잘 된 쪽은 기관총 41개, 중기관총16개 등으로 무장되어 있었다. 또한, 소총 140개, 권총 40개 이상, 수류탄 1,000개 이상을 가지고 있었다.

## 관련 영화
- 1967년 영화 베스테르플라테
- 2013년 영화 1939년 베스테르플라테 전투(폴란드어: Tajemnica Westerplatte)[24]

## 같이 보기
- 헬 전투
- 비엘룬 폭격
- 비즈나 전투
- 단치히 폴란드 우체국 방어전
- 헨리크 수하르스키 - 당시 베스테르플라테 주둔 폴란드군 사령관
- 프란치셰크 동브로프스키 - 당시 베스테르플라테 주둔 폴란드군 부사령관

## 서지
- Bogusław Kubisz (2008). 《Wojsko Polskie – II wojna światowa nr 9: Westerplatte 1939》 (폴란드어). Warszawa: Hachete Livre Polska sp. z o.o. ISBN 978-83-7575-041-6.
- 《Encyklopedia II wojny światowej nr 2: Wybuch wojny IX 1939 – V 1940. Plany wojenne Polski i Niemiec – Wojna obronna Polski》. Oxford Educational sp. z o.o. ISBN 83-7425-267-7.
- Mariusz Wójtowicz-Podhorski, Westerplatte 1939. Prawdziwa historia, Gdańsk 2009, ISBN 978-83-7237-208-6